# Länsväg 353
Länsväg 353 går sträckan Nordmaling - Bjurholm - Lycksele. Längd 133 km.
Den går hela vägen i Västerbottens län.

## Trafikplatser och korsningar
|  | Nr | Namn       | Skyltning               |
|  | -- | ---------- | ----------------------- |
|  |    | Nordmaling | E4 Sundsvall Haparanda  |
|  |    | Bjurholm   | 92 Umeå                 |
|  |    | Bjurholm   | 92 Dorotea              |
|  |    | Lycksele   | 365 Åsele Glommersträsk |
|  |    | Lycksele   | 360 Vilhelmina          |
|  |    | Lycksele   | E12 Mo i Rana Umeå      |

## Historia
Vägen gavs nummer 353 då vägnummer infördes på 1940-talet. En ändring gjordes på 1970-talet då vägen drogs väster om Öre älv från Bjurholm och 35 km norrut. Innan dess gick vägen genom Östra Örträsk öster om älven.